# Carlos Sastre
Carlos Sastre Candil (født 22. april 1975 i Madrid, Spanien) er en tidligere professionel spansk cykelrytter. Gennem mange top 10 resultater i Vuelta a España og gode resultater i Tour de France, har Sastre vist sig at være en stærk og stabil bjergrytter, og efter han arbejdede på at forbedre sine evner indenfor enkeltstart, blev han en potentiel udfordrer i klassementet i de store cykelløb.[kilde mangler]
Han skrev sin første professionelle kontrakt i 1998 med den spanske hold ONCE. I sine fem år hos ONCE arbejdede han hovedsageligt som hjælperytter og havde selv kun få sejre, selvom han viste sin styrke som en god bjergrytter med en række gode resultater, navnlig sejren i bjergkonkurrencen i Vuelta a España i 2000.[kilde mangler]
I 2002 skiftede han til det danske hold Team CSC, hvor han var kaptajn i Vuelta a España og indtil 2005 havde en fri rolle i Tour de France. Dette førte til, at han vandt 13. etape i Tour de France 2003
Før 2004 sæsonen trænede Carlos Sastre og holdkammeraten Ivan Basso for at forbedre deres enkeltstarter, hvilket skulle gøre dem til mere alsidige ryttere.[kilde mangler] Sastre fortsatte med at forbedre sine individuelle præstationer, og blev nummer 6 i Vueltaen i 2004, såvel som nummer 8 i Tour de France 2004. I Tour de France 2005 var han hjælperytter for Ivan Basso, og sluttede som nummer 21 i klassementet.
Som kaptajn for Team CSC i Vuelta a España 2005, nåede Sastre endelig podiet i et af de store løb, da han sluttede på tredjepladsen bag Denis Menchov.
Efter Vuelta a España 2005 forlængede han sin kontrakt med Team CSC yderligere et år, og blev nummer 3 i Tour de france 2006. I maj 2006 skrev han en ny kontrakt med CSC, som udløb efter sæsonen 2008.
Tour de France 2008 begyndte ikke, som den kampklare spanier havde forventet, men efter en stor præstation på årets kongeetape og en acceleration fra de resterende favoritter på L'Alpe d'Huez, tog han den gule trøje, som han fastholdt til Paris og blev hermed vinder af årets Tour de France. Carlos Sastre var ikke god på eneltstart, men han viste på den sidste enkeltstart, at han kunne køre op med de bedste.
Han skiftede til Cervélo Test Team i 2009.
- Sastre vendte tilbage til Touren 2009, med en forventning om at genvinde løbet,[kilde mangler] men han måtte kapitulere, og måtte tage til takke med en plads uden for top 10.[18] Tidligere på sæsonen blev han nummer to i Giro'en, [19] hvor han vandt to etaper.[20] [12]

## Familie
Carlos Sastre var svoger til den tidligere toprytter José Maria Jimenez, der i en årrække kørte for det spanske Banesto-hold og vandt en række etaper i Vuelta a España. Jimenez døde den 6. december 2003 på et hospital i Madrid, blot 32 år gammel. 

## Grand Tour-resultater
| Carlos Sastre: Grand Tour-resultater | Carlos Sastre: Grand Tour-resultater | Carlos Sastre: Grand Tour-resultater | Carlos Sastre: Grand Tour-resultater | Carlos Sastre: Grand Tour-resultater | Carlos Sastre: Grand Tour-resultater | Carlos Sastre: Grand Tour-resultater | Carlos Sastre: Grand Tour-resultater | Carlos Sastre: Grand Tour-resultater |
| ------------------------------------ | ------------------------------------ | ------------------------------------ | ------------------------------------ | ------------------------------------ | ------------------------------------ | ------------------------------------ | ------------------------------------ | ------------------------------------ |
|                                      | 2005                                 | 2006                                 | 2007                                 | 2008                                 | 2009                                 | 2010                                 | 2011                                 | 2012                                 |
| Giro d'Italia                        |                                      |                                      |                                      |                                      |                                      |                                      |                                      |                                      |
| Sammenlagt                           | -                                    | 43                                   | -                                    | -                                    | 4                                    |                                      |                                      | {{{SamletGdI12}}}                    |
| Bjergkonkurrencen                    | -                                    | >10                                  | -                                    | -                                    | 6                                    |                                      |                                      | {{{BjergGdI12}}}                     |
| Pointkonkurrencen                    | -                                    | >10                                  | -                                    | -                                    | 7                                    |                                      |                                      | {{{PointGdI12}}}                     |
| Ungdomskonkurrencen                  | -                                    | -                                    | -                                    | -                                    | -                                    |                                      |                                      | {{{UngGdI12}}}                       |
| Etapesejre                           | -                                    | 1                                    | -                                    | -                                    | 2                                    |                                      |                                      | {{{EtapGdI12}}}                      |
| Tour de France                       |                                      |                                      |                                      |                                      |                                      |                                      |                                      |                                      |
| Sammenlagt                           | 21                                   | 3                                    | 4                                    | 1                                    | 16                                   |                                      |                                      | {{{SamletTdF12}}}                    |
| Bjergkonkurrencen                    | >10                                  | 3                                    | 7                                    | 1                                    | >10                                  |                                      |                                      | {{{BjergTdF12}}}                     |
| Pointkonkurrencen                    | >10                                  | >10                                  | >10                                  | >10                                  | >10                                  |                                      |                                      | {{{PointTdF12}}}                     |
| Ungdomskonkurrencen                  | -                                    | -                                    | -                                    | -                                    | -                                    |                                      |                                      | {{{UngTdF12}}}                       |
| Etapesejre                           | 0                                    | 1                                    | 0                                    | 1                                    | 0                                    |                                      |                                      | {{{EtapTdF12}}}                      |
| Vuelta a España                      |                                      |                                      |                                      |                                      |                                      |                                      |                                      |                                      |
| / Sammenlagt                         | 2                                    | 4                                    | 2                                    | 3                                    | -                                    |                                      |                                      | {{{SamletVaE12}}}                    |
| / Bjergkonkurrencen                  |                                      | 8                                    |                                      | >10                                  | -                                    |                                      |                                      | {{{BjergVaE12}}}                     |
| / Pointkonkurrencen                  |                                      | 9                                    |                                      | >10                                  | -                                    |                                      |                                      | {{{PointVaE12}}}                     |
| Kombinationskonkurrencen             |                                      | 4                                    | 3                                    | 7                                    | -                                    |                                      |                                      | {{{KombVaE12}}}                      |
| Etapesejre                           | 0                                    | 0                                    | 0                                    | 0                                    | -                                    |                                      |                                      | {{{EtapVaE12}}}                      |

- udg. = udgået

## Andre store resultater
| - 2000 - Bjergkonkurrencen & # 8 i klassementet i Vuelta a España - 2001 - 3. etape af Vuelta a Burgos - # 20 i klassementet i Tour de France 2001 - 2002 - # 10 i klassementet i Tour de France 2002 - 2003 - # 11 i klassementet i Baskerlandet Rundt - # 9 i klassementet i Tour de France 2003 - 13. etape - # 6 i klassementet i Romandiet Rundt 2003 - # 2 på 2. etape af Vuelta a España 2003 | - 2004 - # 14 i klassementet i Dauphine Libere 2004 - # 8 i klassementet i Tour de France 2004 - # 6 i klassementet i Vuelta a España 2004 - # 4 i Classique des Alpes 2004 - 2005 - # 6 i Giro dell'Emilia 2006 - Etape 1 af Escalada a Montjuich 2005 - 2006 - Klasika Primavera - 2007 - # 19 i klassementet i Schweiz Rundt 2007 - # 7 i Classica San Sebastian 2007 |